# Hilarempis robusta
Hilarempis robusta är en tvåvingeart som beskrevs av Smith 1969. Hilarempis robusta ingår i släktet Hilarempis och familjen dansflugor. Inga underarter finns listade i Catalogue of Life.